# Titularbistum Sesta
Sesta ist ein Titularbistum der römisch-katholischen Kirche. 
Es geht zurück auf einen antiken Bischofssitz in der gleichnamigen Stadt, die sich in der römischen Provinz Mauretania Caesariensis befand.
| Titularbischöfe von Sesta |                                          |                                                            |                  |                   |
| Nr.                       | Name                                     | Amt                                                        | von              | bis               |
| 1                         | Antônio Campelo de Aragão SDB            | Weihbischof in Cuiabá (Brasilien)                          | 15. Juni 1950    | 18. Dezember 1956 |
| 2                         | James William Gleeson                    | Weihbischof in Adelaide (Australien)                       | 15. Februar 1957 | 6. Juli 1964      |
| 3                         | Eduardo Herrera Riera                    | Weihbischof in Cumaná (Venezuela)                          | 7. Januar 1965   | 30. November 1966 |
| 4                         | Mário Teixeira Gurgel SDS                | Weihbischof in São Sebastião do Rio de Janeiro (Brasilien) | 20. Februar 1967 | 26. April 1971    |
| 5                         | Francisco Medina Ramírez OCD             | Prälat von El Salto (Mexiko)                               | 7. Dezember 1973 | 15. Februar 1978  |
| 6                         | Georg Zur Titularerzbischof pro hac vice | Apostolischer Nuntius                                      | 5. Februar 1979  | 8. Januar 2019    |
| 7                         | Alberto Ricardo Lorenzelli Rossi SDB     | Weihbischof in Santiago de Chile (Chile)                   | 22. Mai 2019     |                   |